# Державний кордон Гвінеї-Бісау

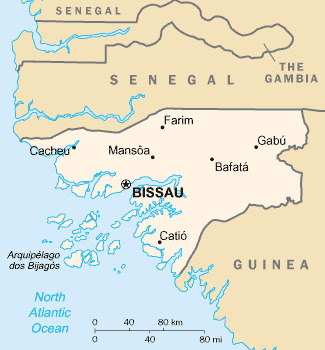
Карта Гвінеї-Бісау

Державний кордон Гвінеї-Бісау — державний кордон, лінія на поверхні Землі та вертикальна поверхня, що проходить по цій лінії, що визначають межі державного суверенітету Гвінеї-Бісау над власними територією, водами, природними ресурсами в них і повітряним простором над ними.

## Сухопутний кордон
Загальна довжина кордону — 762 км. Гвінея-Бісау межує з 2 державами. Уся територія країни суцільна, тобто анклавів чи ексклавів не існує.
Ділянки державного кордону
| Держава | Ділянка        | Довжина (км) | Прикордонні регіони | Примітки |
| ------- | -------------- | ------------ | ------------------- | -------- |
| Гвінея  | південь і схід | 421          |                     |          |
| Сенегал | північ         | 341          |                     |          |

## Морські кордони
Гвінея-Бісау на заході омивається водами Атлантичного океану. Загальна довжина морського узбережжя 350 км. Згідно з Конвенцією Організації Об'єднаних Націй з морського права (UNCLOS) 1982 року, протяжність територіальних вод країни встановлено в 12 морських миль (22,2 км). Виключна економічна зона встановлена на відстань 200 морських миль (370,4 км) від узбережжя.